# Tridentifera
Tridentifera is een geslacht van weekdieren uit de klasse van de Gastropoda (slakken).

## Soorten
- Tridentifera crassicordata (Powell, 1937)
- Tridentifera roseoculma Ponder, 1966